# Scinax sateremawe
Scinax sateremawe es una especie de anfibio anuro de la familia Hylidae.

## Distribución geográfica
Esta especie es endémica del estado de Amazonas en Brasil. Se encuentra en los municipios de Maués y Careiro da Várzea.

## Descripción
Los 10 especímenes machos adultos observados en la descripción original tienen una longitud estándar de 35 a 38 mm y la espécimen adulta hembra observada en la descripción original tiene una longitud estándar de 36 mm.

## Etimología
Esta especie lleva el nombre en honor de la tribu de Sataré-Mawé.

## Publicación original
- Sturaro & Peloso, 2014: A new species of Scinax Wagler, 1830 (Anura: Hylidae) from the Middle Amazon River Basin, Brazil. Papéis Avulsos de Zoologia, São Paulo, vol. 54, p. 9–23[2]